# Équipe d'Irlande masculine espoir de kayak-polo
 (avril 2021).
Si vous disposez d'ouvrages ou d'articles de référence ou si vous connaissez des sites web de qualité traitant du thème abordé ici, merci de compléter l'article en donnant les références utiles à sa vérifiabilité et en les liant à la section « Notes et références ».
L'équipe d'Irlande espoir de kayak-polo est l'équipe masculine espoir qui représente l'Irlande dans les compétitions majeures de kayak-polo.
Elle est constituée par une sélection des meilleurs joueurs irlandais âgés de moins de 21 ans.

## Joueurs
Sélection pour les Championnats d'Europe de kayak-polo 2007 
| Numéro | Nom                        | Club |
| ------ | -------------------------- | ---- |
| ?      | Gareth Carroll             |      |
| ?      | Brian Devlin               |      |
| ?      | James Mahon                |      |
| ?      | Michael Mahon              |      |
| ?      | Patrick Mooney (capitaine) |      |
| ?      | Niall Reilly               |      |

## Résultats
Lors des Championnats d'Europe de kayak-polo 2007, l'équipe d'Irlande masculine espoir de kayak-polo obtient la médaille de bronze en ayant atteint les demi-finales (défaite 8-3 contre l'Allemagne).